# 18e législature de la Saskatchewan
La 18e législature de la Saskatchewan est élue lors des élections générales de juin 1975. L'Assemblée siège du 12 novembre 1975 au 19 septembre 1978. Le Nouveau Parti démocratique est au pouvoir avec Allan Blakeney à titre de Premier ministre.
Le rôle de chef de l'opposition officielle est assumé par David Steuart du Parti libéral jusqu'à son remplacement par Ted Malone (en) en 1976.
John Edward Brockelbank sert comme président de l'Assemblée durant la législature.

## Membres du Parlement
Les membres du Parlement suivants sont élus à la suite de l'élection de 1975 :
|  | Circonscription électorale | Membre                            | Parti                     |
|  | -------------------------- | --------------------------------- | ------------------------- |
|  | Arm River                  | Donald Leonard Faris              | Néo-démocrate             |
|  | Assiniboia-Bengough        | Roy Edgar Nelson                  | Libéral                   |
|  | Athabasca                  | Frederick John Thompson           | Néo-démocrate             |
|  | Bengough-Milestone         | David Hadley Lange                | Néo-démocrate             |
|  | Biggar                     | Elwood Lorrie Cowley              | Néo-démocrate             |
|  | Canora                     | Al Matsalla                       | Néo-démocrate             |
|  | Cumberland                 | Norman H. MacAuley                | Néo-démocrate             |
|  | Cut Knife-Lloydminster     | Miro Kwasnica                     | Néo-démocrate             |
|  | Estevan                    | Robert Austin Larter              | Progressiste-conservateur |
|  | Humboldt                   | Edwin Laurence Tchorzewski        | Néo-démocrate             |
|  | Indian Head-Wolseley       | Cyril Pius MacDonald              | Libéral                   |
|  | Kelsey-Tisdale             | John Rissler Messer               | Néo-démocrate             |
|  | Kelvington-Wadena          | Neil Erland Byers                 | Néo-démocrate             |
|  | Kindersley                 | Allan Neil McMillan               | Libéral                   |
|  | Kinistino                  | Arthur Thibault                   | Néo-démocrate             |
|  | Last Mountain-Touchwood    | Gordon S. MacMurchy               | Néo-démocrate             |
|  | Maple Creek                | William Harry Stodalka            | Libéral                   |
|  | Meadow Lake                | Gordon James McNeill              | Néo-démocrate             |
|  | Melfort                    | Norman Vickar                     | Néo-démocrate             |
|  | Melville                   | John Russell Kowalchuk            | Néo-démocrate             |
|  | Moose Jaw North            | John Leroy Skoberg                | Néo-démocrate             |
|  | Moose Jaw South            | Gordon Taylor Snyder              | Néo-démocrate             |
|  | Moosomin                   | Larry Birkbeck                    | Progressiste-conservateur |
|  | Morse                      | John Edward Niel Wiebe            | Libéral                   |
|  | Nipawin                    | Richard Lee Collver               | Progressiste-conservateur |
|  | Pelly                      | Leonard Larson                    | Néo-démocrate             |
|  | Prince Albert              | Mike Feschuk                      | Néo-démocrate             |
|  | Prince Albert-Duck Lake    | David Gordon Steuart              | Libéral                   |
|  | Qu'Appelle                 | John Gary Lane                    | Libéral                   |
|  | Quill Lakes                | Murray James Koskie               | Néo-démocrate             |
|  | Redberry                   | Dennis Banda                      | Néo-démocrate             |
|  | Regina Centre              | Edward Blain Shillington          | Néo-démocrate             |
|  | Regina Elphinstone         | Allan Emrys Blakeney              | Néo-démocrate             |
|  | Regina Lakeview            | Edward Cyril Malone               | Libéral                   |
|  | Regina North East          | Walter Smishek                    | Néo-démocrate             |
|  | Regina North West          | Edward Charles Whelan             | Néo-démocrate             |
|  | Regina Rosemont            | Bill Allen                        | Néo-démocrate             |
|  | Regina South               | Stuart John Cameron               | Libéral                   |
|  | Regina Victoria            | Henry Harold Peter Baker          | Néo-démocrate             |
|  | Regina Wascana             | E.F. Anthony Merchant             | Libéral                   |
|  | Rosetown-Elrose            | Roy Hardeman Bailey               | Progressiste-conservateur |
|  | Rosthern                   | Ralph Katzman                     | Progressiste-conservateur |
|  | Saltcoats                  | Ed Kaeding                        | Néo-démocrate             |
|  | Saskatoon Buena Vista      | Herman Rolfes                     | Néo-démocrate             |
|  | Saskatoon Centre           | Paul Peter Mostoway               | Néo-démocrate             |
|  | Saskatoon Eastview         | Glen Howard Penner                | Libéral                   |
|  | Saskatoon Mayfair          | Beverly Milton Dyck               | Néo-démocrate             |
|  | Saskatoon Nutana           | Wesley Albert Robbins             | Néo-démocrate             |
|  | Saskatoon Riversdale       | Roy John Romanow                  | Néo-démocrate             |
|  | Saskatoon Sutherland       | Evelyn Grace Edwards              | Libéral                   |
|  | Saskatoon Westmount        | John Edward Brockelbank           | Néo-démocrate             |
|  | Shaunavon                  | Eiliv (Sonny) Anderson            | Libéral                   |
|  | Shellbrook                 | George Reginald Anderson Bowerman | Néo-démocrate             |
|  | Souris-Cannington          | Eric Arthur Berntson              | Progressiste-conservateur |
|  | Swift Current              | Dennis Marvin Ham                 | Progressiste-conservateur |
|  | The Battlefords            | Eiling Kramer                     | Néo-démocrate             |
|  | Thunder Creek              | Wilbert Colin Thatcher            | Libéral                   |
|  | Turtleford                 | Lloyd Emmett Johnson              | Néo-démocrate             |
|  | Weyburn                    | James Auburn Pepper               | Néo-démocrate             |
|  | Wilkie                     | Linda Clifford                    | Libéral                   |
|  | Yorkton                    | Randall Neil Nelson               | Néo-démocrate             |

Notes

## Représentation
| Parti                    | Parti                      | Membres |
|                          | Nouveau Parti démocratique | 39      |
|                          | Libéral                    | 15      |
|                          | Progressiste-conservateur  | 7       |
| Total                    | Total                      | 61      |
| Gouvernement majoritaire | Gouvernement majoritaire   | 17      |

Notes

## Élections partielles
Des élections partielles peuvent être tenues pour remplacer un membre pour diverses raisons :
| Circonscription         | Député élu          | Parti                      | Date de scrutin | Motif                                   |
| ----------------------- | ------------------- | -------------------------- | --------------- | --------------------------------------- |
| Prince Albert-Duck Lake | Garnet Norman Wipf  | Progressiste-conservateur  | 2 mars 1977     | DG Steuart est nommé au Sénat du Canada |
| Saskatoon Sutherland    | Harold William Lane | Progressiste-conservateur  | 2 mars 1977     | EG Edwards meurt en 1976                |
| Pelly                   | Norm Lusney         | Nouveau Parti démocratique | 8 juin 1977     | LM Larsen meurt en mars 1977            |

Notes